# Foro MAV
Foro MAV es una actividad bienal española organizada por la Asociación Mujeres en las Artes Visuales, MAV, cuyo fin es crear un espacio de reflexión y debate  que contribuya a mejorar la situación de las mujeres del sector del arte y obtener la igualdad. 

## Foro 2015
En 2015 se crea el primer Foro MAV de reflexión y debate de carácter bienal en el Museo Nacional Centro de Arte Reina Sofía. En el Auditorio Nouvel de este museo se celebró la inauguración y presentaciones de proyectos, mesas de debate y conferencias tanto nacionales como internacionales. Como parte del programa del foro, MAV colaboró en la presentación en Matadero Madrid de la exposición del colectivo de artistas norteamericanas denominado las Guerrilla Girls, conocidas por su crítica social. El análisis en su obra consiste en resaltar mediante estadísticas el bajo porcentaje de participación femenina en los principales Museos y Centros de Arte internacionales.
En el FM15 las actividades desarrolladas fueron muy concurridas, tanto en las mesas redondas, como en las conferencias programadas, itinerarios urbanos, presentaciones de proyectos,  e  iniciativas tales como Open Studio, esta actividad consistió en una invitación a visitar algunos estudios de las artistas de MAV en Madrid. 
Otra actividad de gran calado fue la creación del Recetario de Buenas Prácticas para la Igualdad y la Visibilidad de la Mujer en las Artes Visuales, a través de una convocatoria abierta a experiencias y propuestas para editar un libro colaborativo, con apoyo del Instituto de la Mujer cofinanciado por el FSE PO Lucha contra la discriminación 2007-2013; y una convocatoria para piezas audiovisuales que respondan a la pregunta ¿Para qué el feminismo?, dichas obras fueron presentadas en el  Foro MAV 2015.
En la clausura  de la programación del foro, se celebró la ceremonia de la entrega de los Premios MAV 2014. 

## Foro 2017
El Foro MAV 2017, tuvo lugar en 13 ESPACIOarte, de Sevilla el 9 de noviembre de dicho año y posteriormente se celebró en Matadero de Madrid los días 17 y 18 del mismo mes. Esta edición contó con varias instituciones que lo apoyaron tales como el Ministerio de Educación, Cultura y Deporte, la Comunidad de Madrid, el Instituto Andaluz de la Mujer de la Junta de Andalucía y Matadero de Madrid.
El programa de esta segunda convocatoria estuvo formado por la composición de tres mesas redondas acerca de las principales cuestiones que preocupan hoy día a las artistas y profesionales de las artes visuales. Estas son: La construcción de nuevas identidades en la creación artística; La colaboración y las redes de mujeres, y El poder de las mujeres en el sistema del arte.
Con el fin de agilizar el debate público de las mesas redondas, la organización del foro estableció tres grupos de trabajo formados por creadoras, investigadoras y profesionales de las artes visuales que trabajaron siguiendo las líneas marcadas por sus respectivas coordinadoras, mediante una metodología participativa que incluyó la voz de aquellas  personas que se implicaron activamente en el debate a través del foro virtual que se creó para facilitar dicha participación.
El programa se completó con la presentación de proyectos que habían sido realizados siguiendo las buenas prácticas relacionadas con el ámbito de la creación, de nuevo se completó con la organización de visitas a talleres de artistas en las ciudades de Sevilla y Madrid (OpenStudio), a estas visitas a los estudios, se añadió la creación de un itinerario de temática reivindicativa para dar a conocer lugares donde las mujeres y las artes han sido protagonistas a lo largo de la historia.
Con la celebración de este foro, la asociación MAV, junto a la colaboración de otras asociaciones, colectivos e instituciones, cumplió con el objetivo de fomentar el conocimiento y el desarrollo de la actividad de las mujeres artistas, investigadoras y profesionales de las artes visuales desde una perspectiva de género.

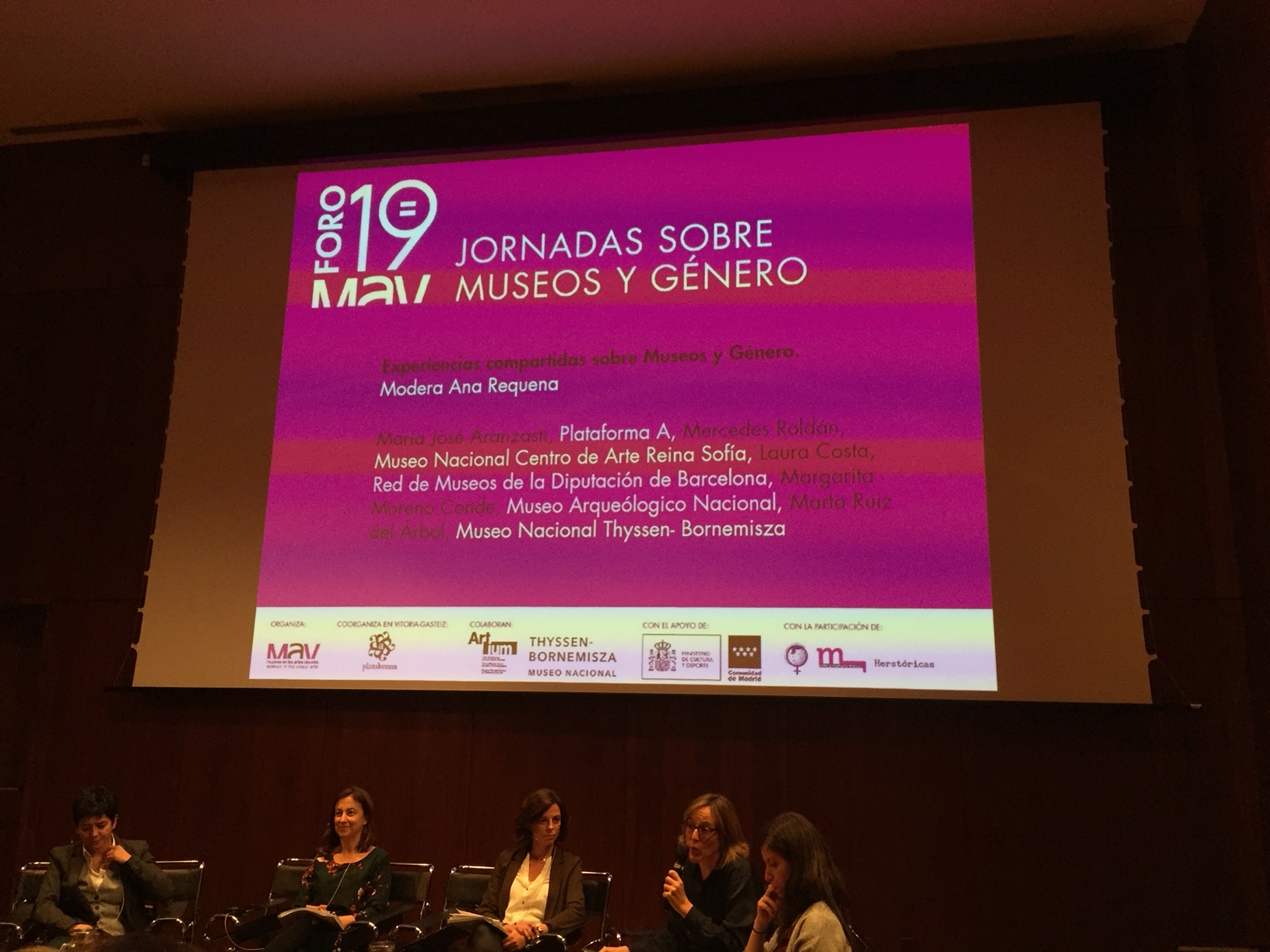
Jornadas sobre Museos y Género en el Foro Mav 2019

- Intervinieron: Diana Coca. Artista, Lucía Egaña. Artista y Remedios Zafra. Escritora y profesora de Arte.
- Moderó: Mariana Hormaechea. Comisaria independiente y gestora cultural.

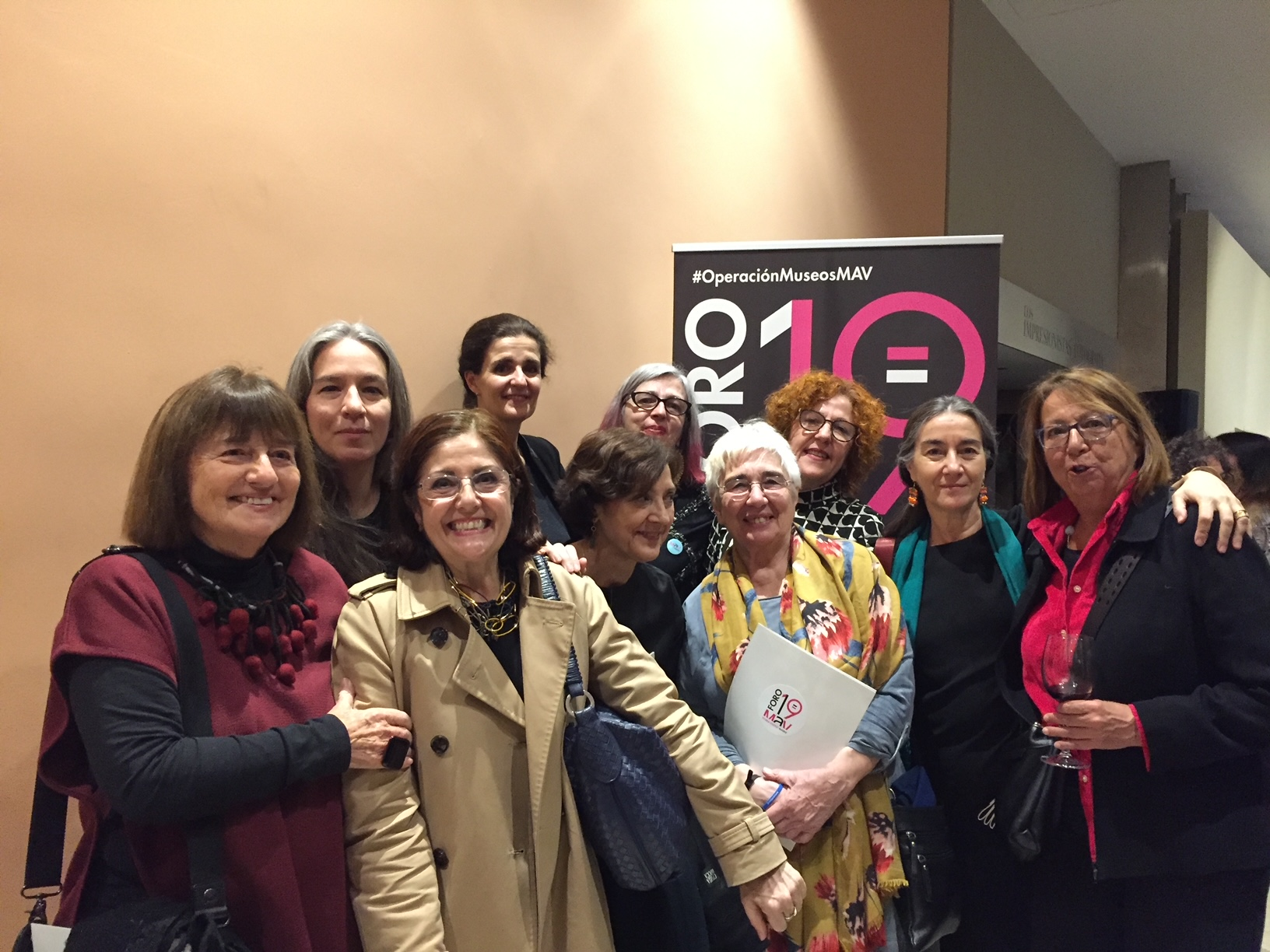
En la clausura del Foro 2019, algunas socias con presidentas y fundadora de MAV

## Foro 2019
Coincidiendo con el 10 aniversario de la creación de la Asociación MAV, fundada el 9 de mayo de 2009, este curso 2019-2020 estuvo dedicado a la reflexión y actuación en torno al cumplimiento de la Ley de Igualdad de 2007 en los Museos y Centros de arte.
De nuevo, en su línea de descentralizar, se celebró  en el año 2019  en dos plataformas diferentes, primero en la ciudad vasca de Vitoria en el mes de noviembre y posteriormente en Madrid en el mes de diciembre en el Museo Thyssen incidiendo en la presencia y participación de las mujeres en los museos.
Una novedad del Foro 2019 fue la creación de una Guía sobre Museos e Igualdad de Género, y lo más importante, una herramienta de autoevaluación para Museos y Centros de Arte, dichas herramientas fueron presentadas  en el FM19.

Los contenidos del programa de esta III edición del Foro MAV -FM19- incluyeron presentaciones y actividades relacionadas con el cuestionamiento de la falta de visibilidad y liderazgo de las artistas y profesionales del arte en Museos y Centros de Arte. 
El objetivo principal del FM19  fue. detectar, analizar y dimensionar estas situaciones de desigualdad y las debilidades y dificultades de los Museos para poder utilizar herramientas eficaces y medidas concretas y efectivas que aseguren el acceso igualitario de las mujeres a los distintos niveles de dirección y gestión, así como para aplicar criterios de igualdad, respeto a la diversidad y transparencia en la adquisición, exposición y difusión del arte, con especial atención al ámbito contemporáneo.
Durante el FM19 se presentó el  manual y herramienta de autodiagnóstico para el uso de Museos y Centros de Arte, que les permita conocer si trabajan desde la igualdad, y profundizar e incidir en aquellos niveles que puedan mejorar. Esta herramienta cualitativa y cuantitativa de evaluación, se elaboró en colaboración con algunos de los museos y centros de artes más relevantes que actuaron como pilotos. La creadora e impulsora fue la expresidenta de MAV y catedrática de Arte Terapia en la Universidad Complutense de Madrid, Marian López Fernádez-Cao. 
Nuestro propósito es conseguir una correcta aplicación de la Ley de Igualdad y una concienciación sobre la necesidad de cambiar el relato y la transmisión del patrimonio desde los museos a la ciudadanía, de una manera más inclusiva y democrática.
El propósito es que esta herramienta se convierta en un referente tanto para organizaciones públicas como privadas, y tanto a nivel local, como nacional e internacional. Con la celebración del FM19, la asociación MAV en una estrecha y continua colaboración con otras asociaciones, colectivos e instituciones, quiere conseguir que la ciudadanía se sienta involucrada y partícipe para cambiar el relato hegemónico, interviniendo en los debates del Foro y en las visitas y acciones específicas que se organicen durante el mismo en Madrid y Vitoria.
Esta edición del FM19 contó con la colaboración del Ministerio de Cultura y Deporte, la Comunidad de Madrid, el Museo Thyssen-Bornemisza de Madrid y el Museo Artium de Vitoria.